# Le Chasseur allemand
Le Chasseur allemand , le Chasseur badois ou le Cerf expirant, est un tableau réalisé par le peintre français Gustave Courbet en 1859. Cette huile sur toile représente un chasseur allemand retenant son chien en laisse alors qu'ils trouvent un cerf mort dans une forêt. Don de Jean-Paul Mazaroz en 1886, l'œuvre fait partie des collections du musée des Beaux-Arts de Lons-le-Saunier, dans le Jura.

## Description
La scène se passe dans une forêt, au bord d'un ruisseau. La tenue du chasseur trahit son origine ultra-rhénane : bottes à l'écuyère, mais surtout vêtement de couleur uniforme, gris-vert. Son chapeau de feutre est également atypique avec le bandeau décoré de plumes et d'une médaille. L'homme tient son fusil d'une main et la longe de son teckel de l'autre. Un rayon de soleil éclaire la tête de l'animal mort, dont la langue pend. La vue de la ramure à dix cors semble plus particulièrement impressionner le chasseur.

## Inspiration
Le tableau a été réalisé lors d'un séjour (septembre 1858-février 1859) consacré à la chasse, à Francfort-sur-le-Main. Il est à rapprocher de ses trois toiles cynégétiques importantes, également peintes en Allemagne : Le Cerf à l'eau, Le Cheval dérobé (Le Piqueur) et Le Rut du printemps (Combat de cerfs).